# Château de Maillé
Le château de Maillé est situé sur la commune française de Plounévez-Lochrist dans le département du Finistère, en région Bretagne.

## Historique
Le château de Coëtseizploë (Bois des sept paroisses en français), dénommé ainsi car sa juridiction s'étendant sur sept paroisses, était initialement un château en bois construit sur une motte féodale : Alain de Kermavan, né en 1220, époux de Jeanne de Rosmadec, mort en 1263 et inhumé dans l'église du prieuré de Lochrist en fut le seigneur au XIIIe siècle. C'est probablement son père François de Lesquelen (le château de Lesquelen se trouvait à Plabennec), marié à Béatrix de Kermavan, qui reprit le nom de Kermavan (le château de Kermavan (ou Carman) se trouvait dans la commune de Kernilis). François de Lesquelen était lui-même fils de Hervé de Lesquelen de Léon, mort en 1288 et descendait d'une branche cadette des comtes de Léon.

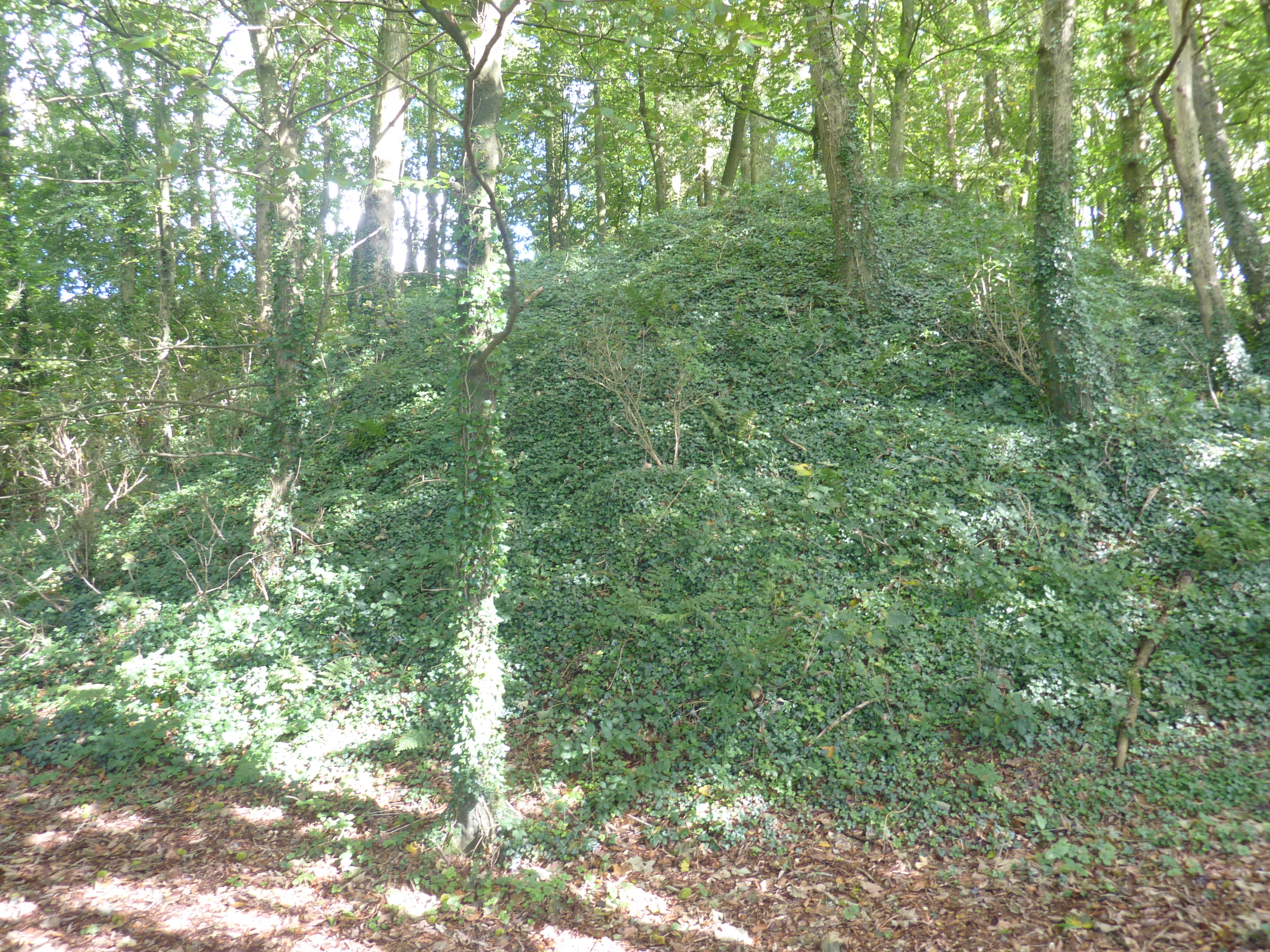
La motte féodale de l'ancien château en bois de Coëtseizploë.
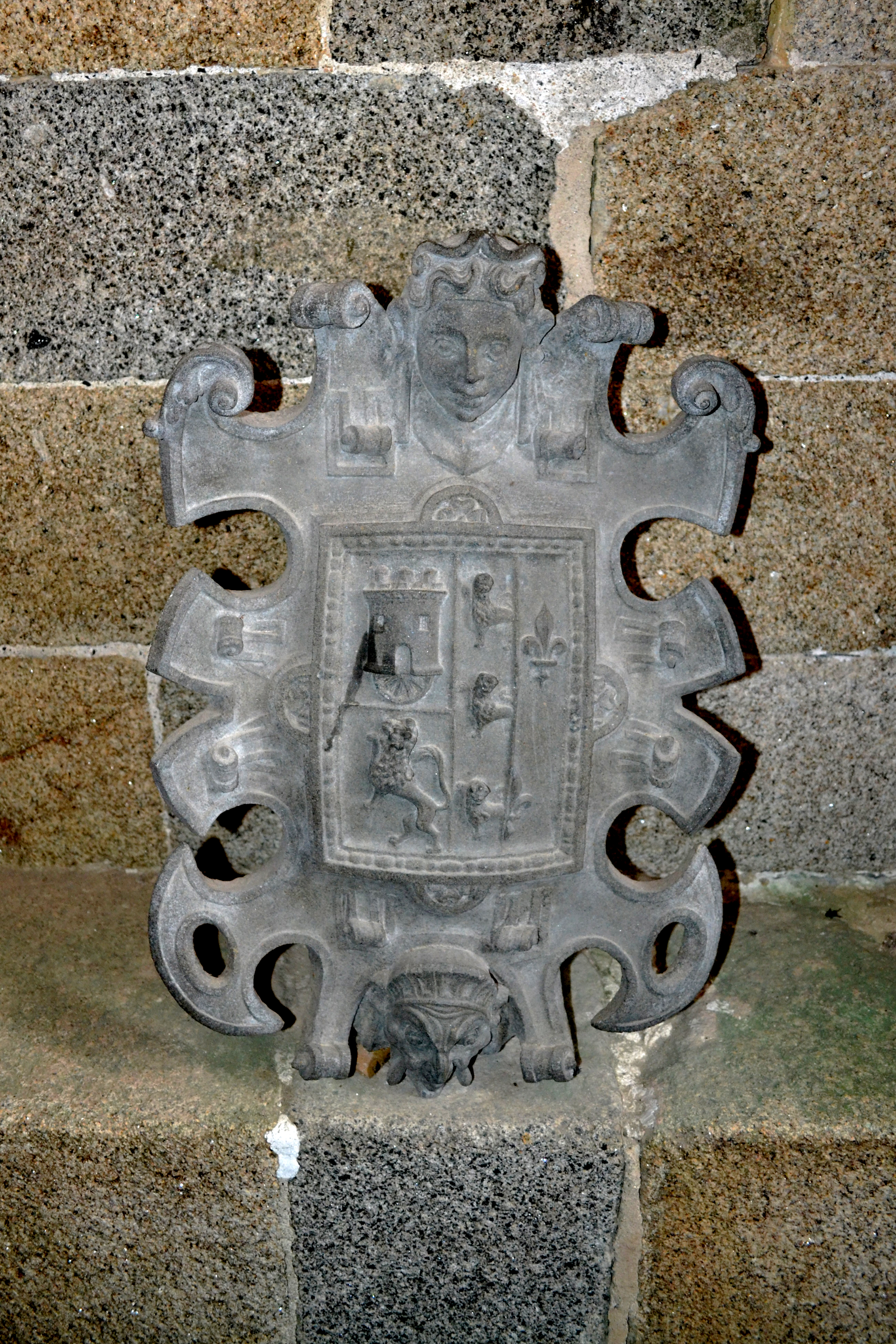
Les armes de Kermavan, coupé de Lesquelen et mi-parti de Goulaine, placées à l'origine en pendentif sur une clef de voûte dans la tourelle d'escalier.
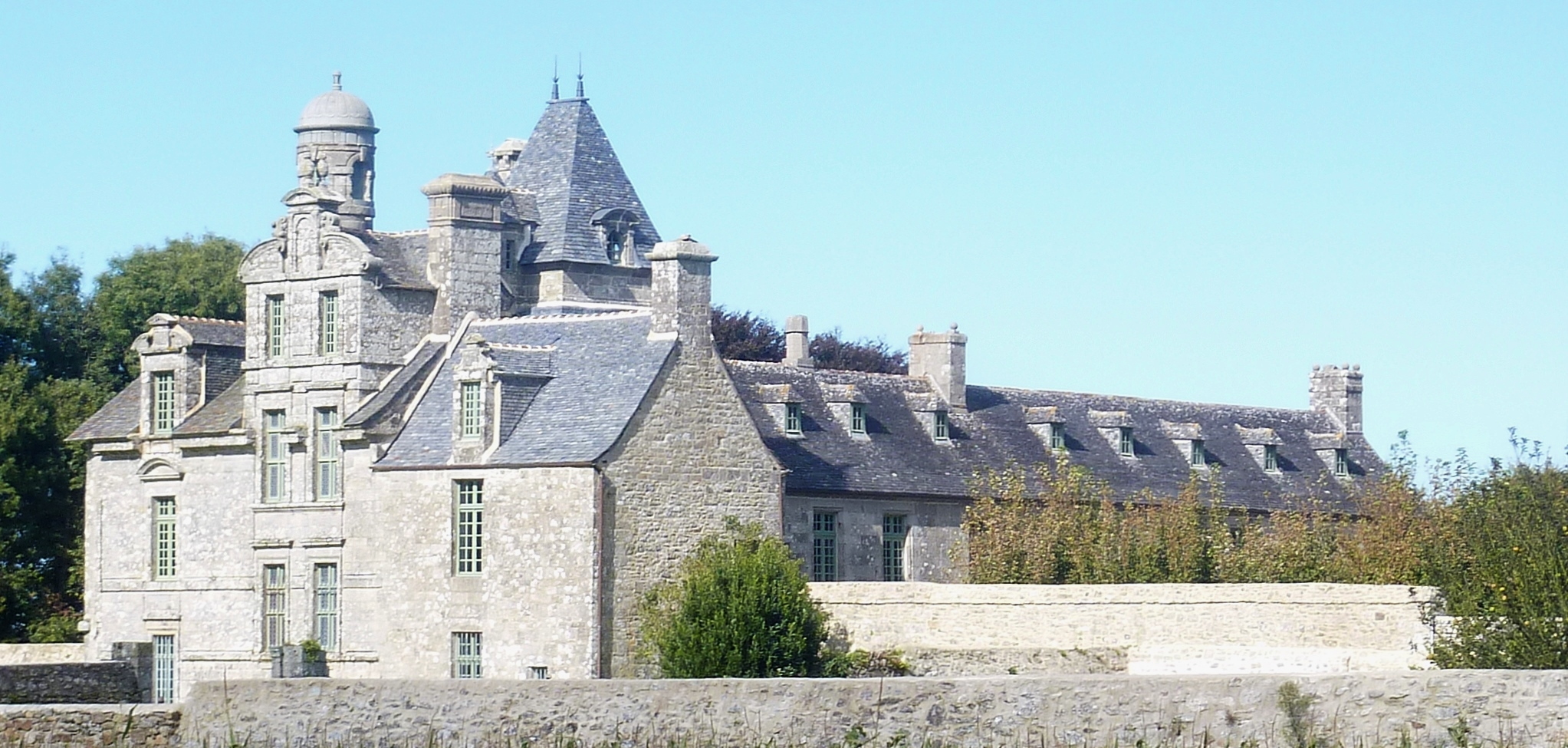
Vu du sud-ouest.
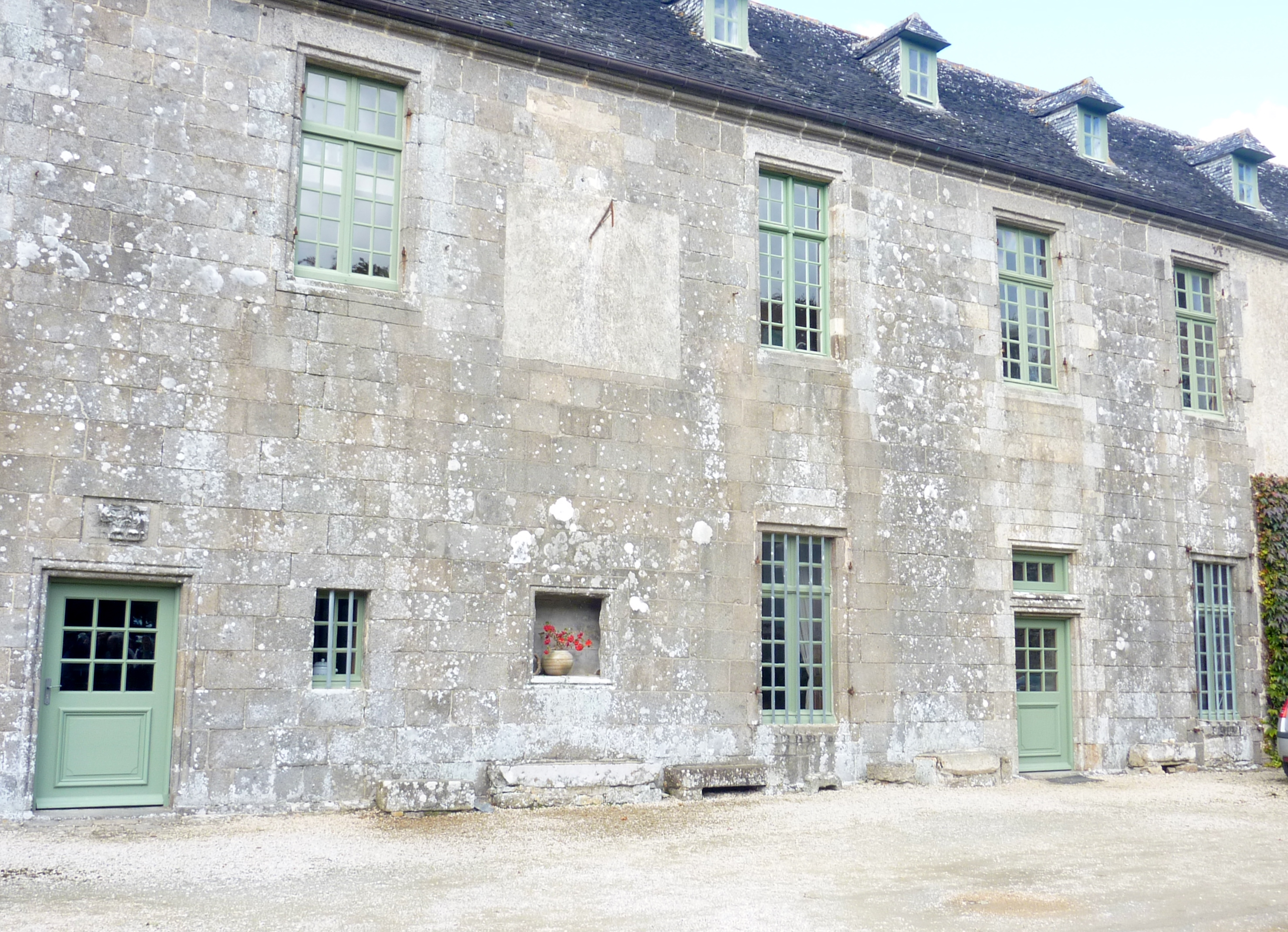
L'aile droite (qui fut la première construite ; date du XIVe siècle).
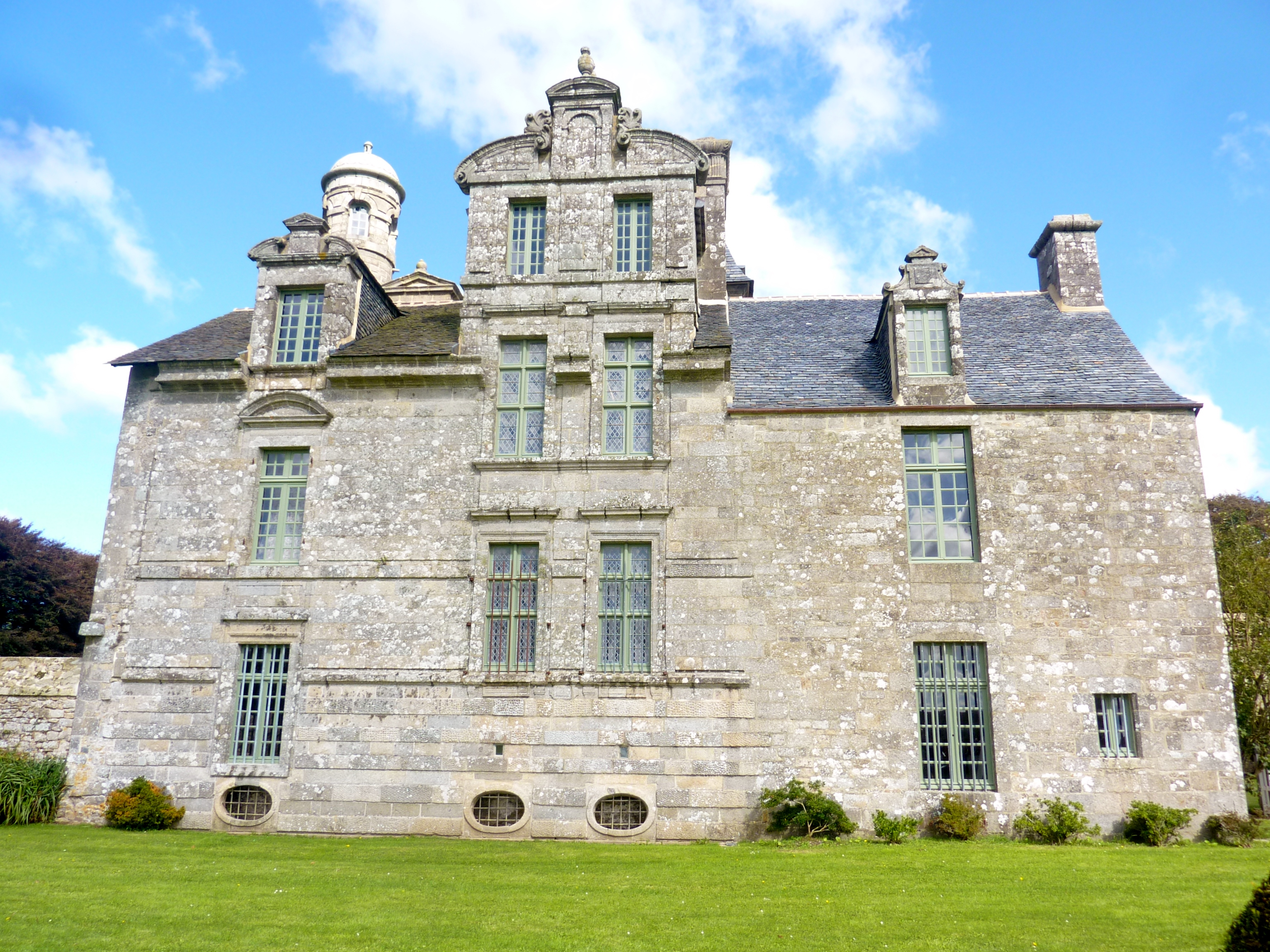
La façade ouest de style Renaissance.
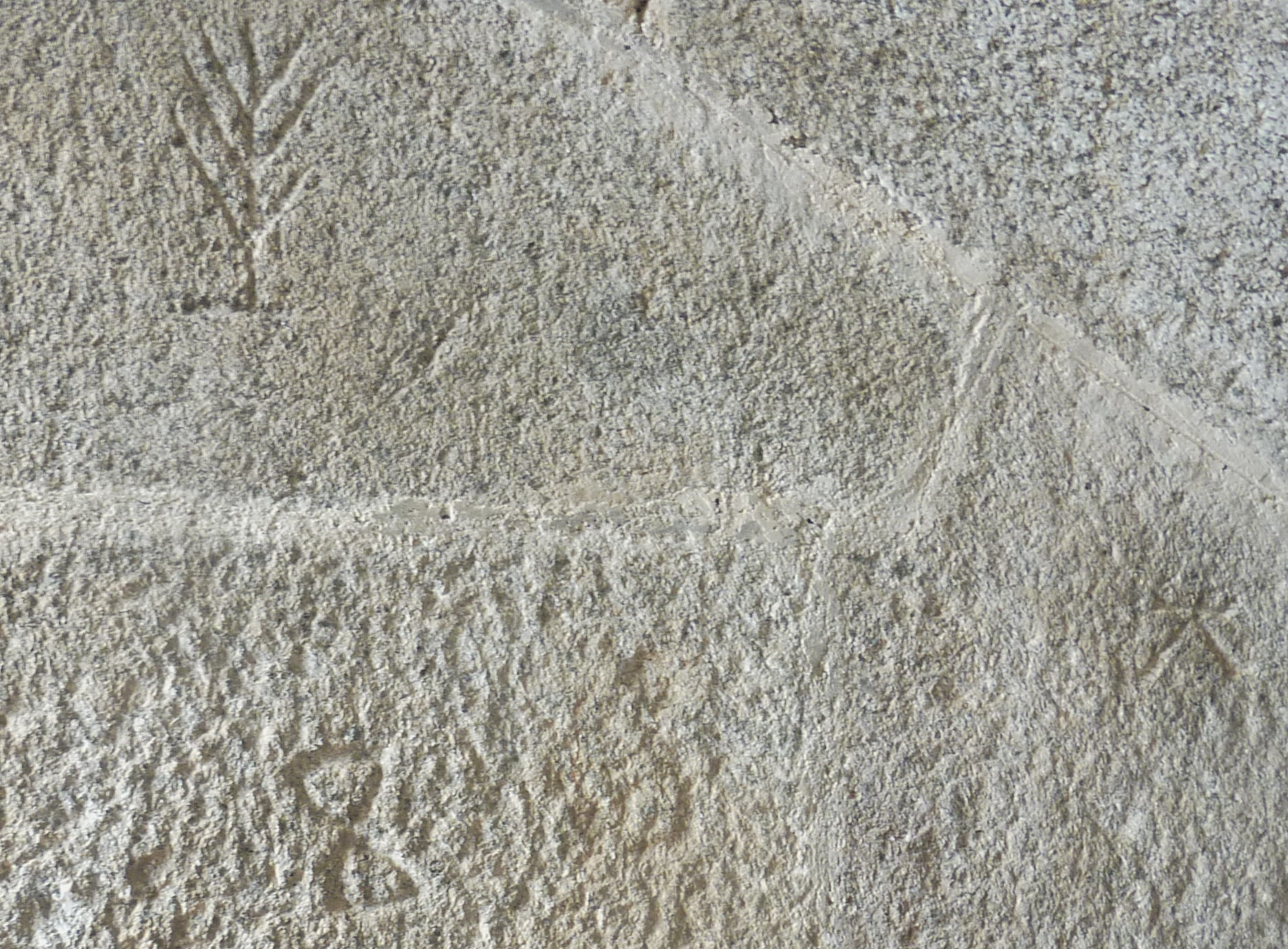
Marques de maçons dans la tourelle d'escalier.

Le château en pierre est construit vers le XIVe siècle sous l’impulsion de Tanguy de Kermavan (ou Carman). Leur fils Tanguy II de Kermavan épouse Louise de la Forêt et la fille de ces derniers, Françoise de Kermavan épouse en 1541 Jean de Ploësquellec, seigneur de Bruillac (le château et la seigneurie de Bruillac se trouvaient à Plounérin), à condition que les enfants à naître de ce mariage prendraient le nom et les armes de Kermavan.

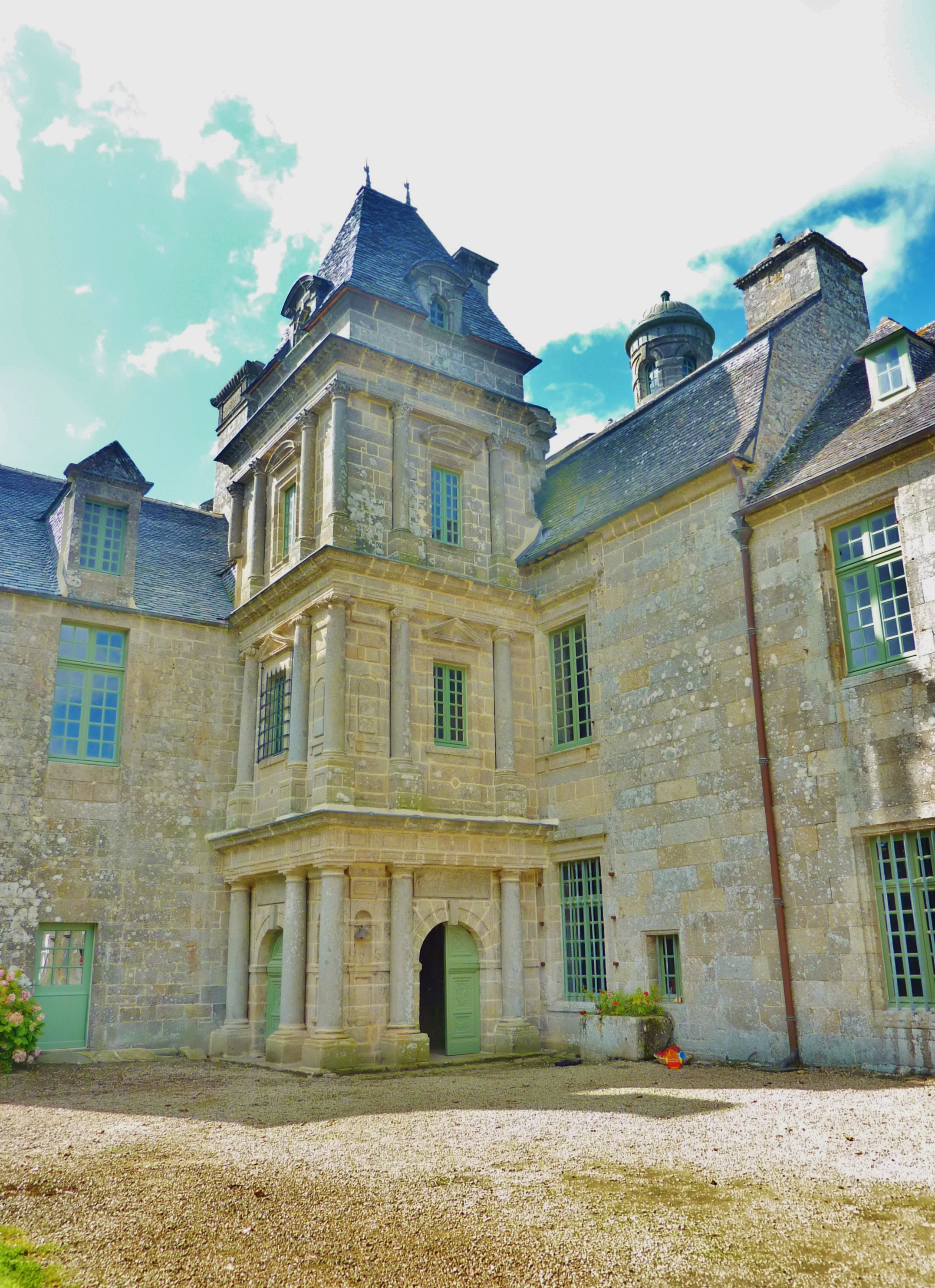
Le pavillon carré de l'aile gauche (style Renaissance).

C'est Maurice de Carman, leur fils, et son épouse Jeanne de Goulaine, sans doute influencé par Philibert Delorme, qui donnèrent au château sa forme actuelle, y ajoutant sa partie de style Renaissance, notamment un pavillon carré, divisé en trois étages avec trois rangs superposés de colonnes appartenant, de bas en haut, successivement aux ordres toscan, ionique et corinthien. Ils firent aussi construire en 1555 la chapelle de Kermeur. Une des pièces du château est toujours décorée de peintures murales et de meubles datant du XVIe siècle.
En 1577, leur fille Claude de Ploësquellec, dite de Kermavan, épousa François de Maillé, seigneur de Villeromain, et le domaine passe entre les mains des Maillé, riche famille tourangelle propriétaire du château de Luynes. François de Maillé fut tué en duel en 1600 par Guillaume Symon de Tromenec qui, profitant des Guerres de la Ligue, multipliait les actes de banditisme dans la région ; François de Maillé, sûr de son habileté d'escrimeur, provoqua en duel le sieur de Tromenec, mais celui-ci, très expérimenté, tua son adversaire et continua de plus belle ses exactions. Le gisant de François de Maillé se trouve dans la chapelle de Tromenec, située à Landéda.

« Après son forfait, il fut excommunié par l'Évêque [faisant du Seigneur de Tromenec un hors-la-loi passible du supplice de la roue] et n'en reçu absolution que moyennant ... et à condition d'élever dans la chapelle-même de Tromenec (...) un monument expiratoire à la mémoire de sa victime »

Les terres relevant de la juridiction de Kermarvan (situées principalement en Kernilis) sont érigées en marquisat par Louis XIII en août 1612 au bénéfice de Charles de Maillé, fils de François de Maillé et Claude de Ploësquellec, décédé en 1628, époux de Charlotte d'Escoubleau (décédée en 1644). Donatien de Maillé, fils de Charles de Maillé, marquis de Carman, époux de Renée Mauricette de Plœuc, fut tué en duel le 29 mars 1652 par Claude du Chastel au château de Tymeur en Poullaouen. Les terres relevant de la juridiction de Coëtseizploë furent érigées en comté le 12 janvier 1626 au bénéfice d'Henri de Maillé, petit-fils de François de Maillé et Claude de Ploësquellec, qui mourut le 4 décembre 1628 au château qui porte désormais le nom de château de Maillé. Leur fils Henri de Maillé décéda le 4 septembre 1723 au château de Maillé ; il avait épousé en 1674 Marie-Anne du Puy de Murinais, amie de Madame de Sévigné et surnommée « la Murinette beauté ». Leur fils Donatien II de Maillé (dit aussi Donatien de Maillé-Carman), né le 7 juin 1675 à Paris, colonel d'infanterie, époux de Marie Binet de Marcognet, décéda le 26 novembre 1745 au château de Maillé ; leur fils Donatien III de Maillé, né en 1707 à La Rochelle, colonel du régiment de Bretagne-Infanterie, décéda par contre à Saint-Domingue le 6 mai 1757 et leur fille Marie-Éléonore de Maillé épousa en 1733 Jean-Baptiste de Sade et fut la mère du marquis de Sade.

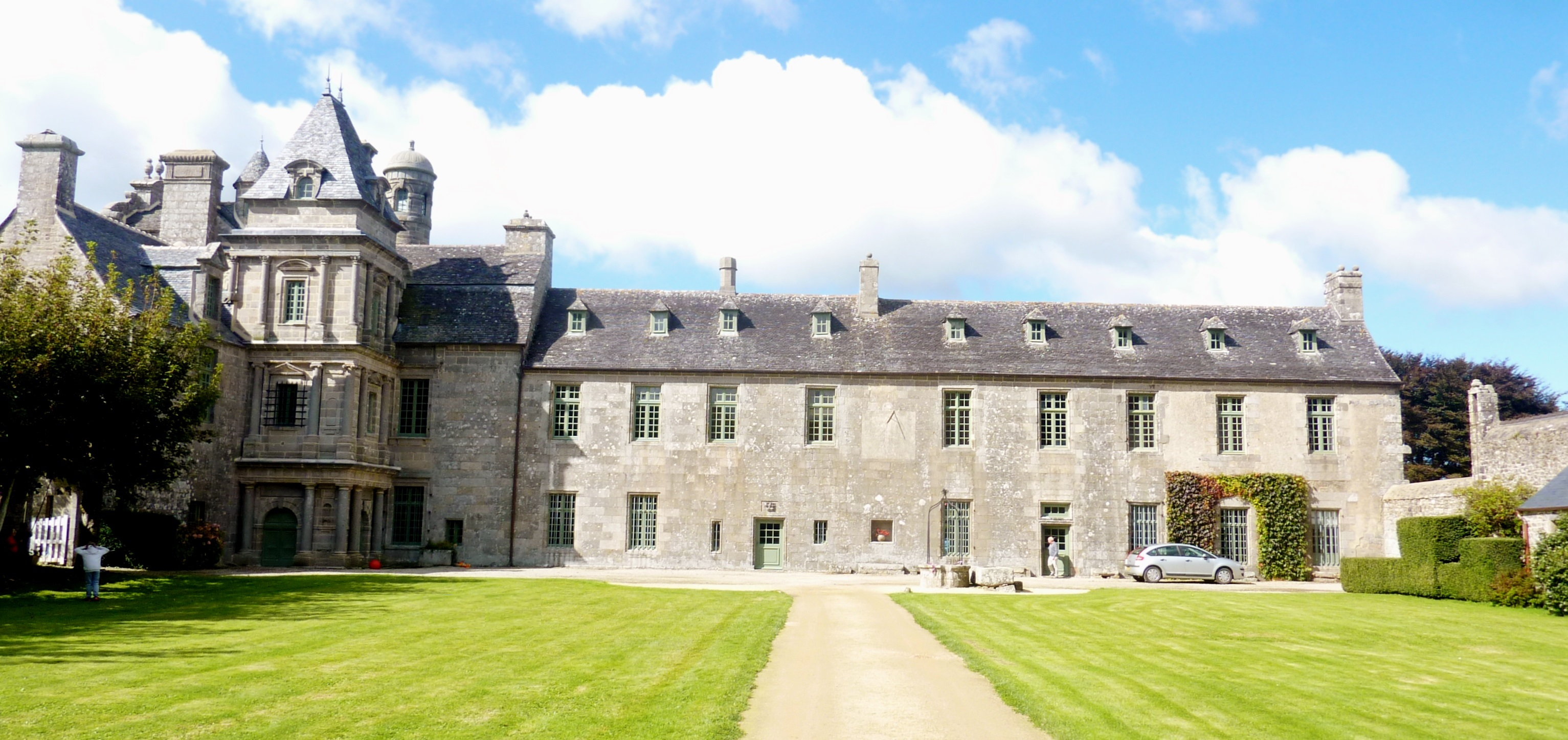
Vue d'ensemble de la façade sud.

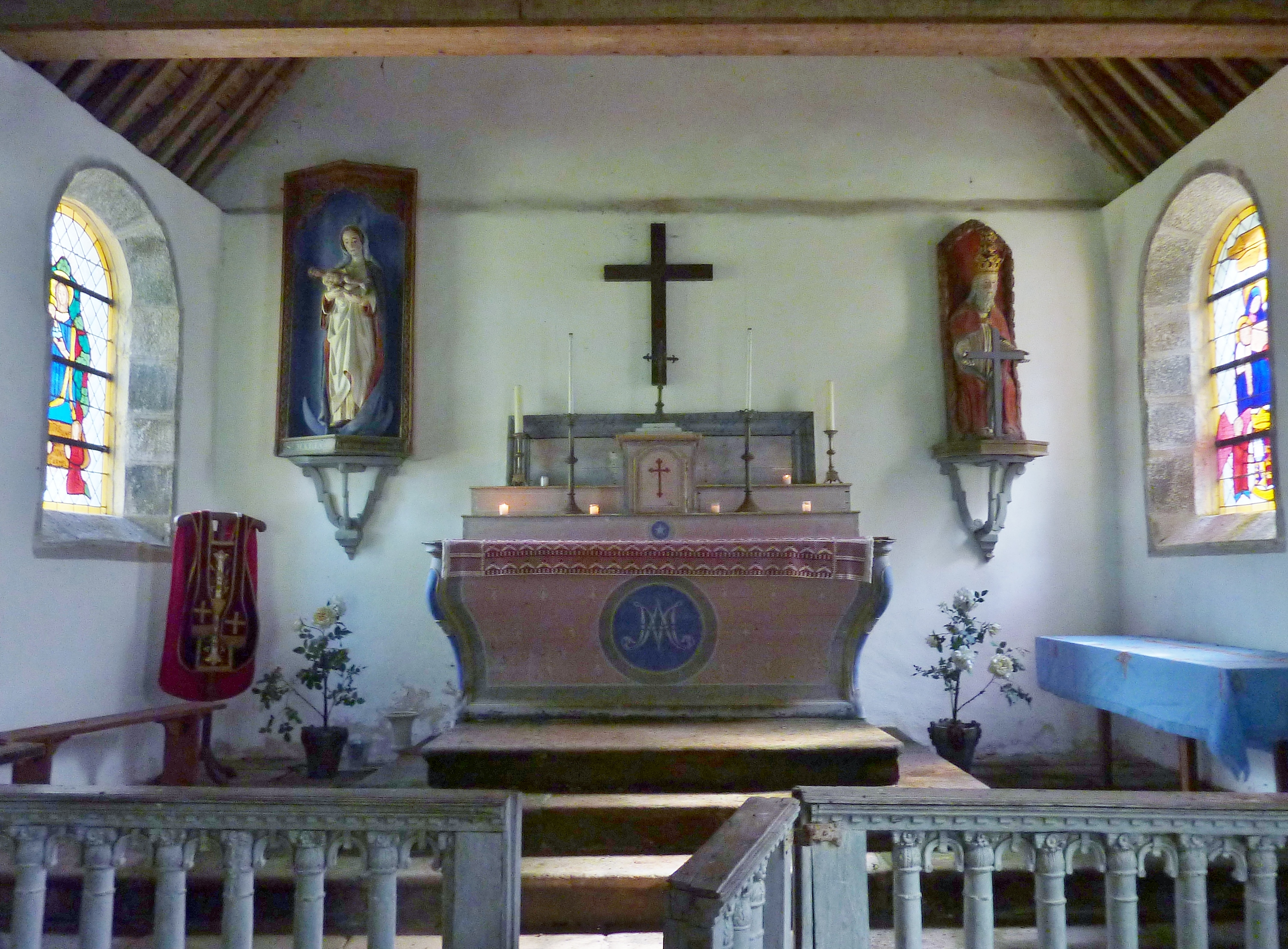
La chapelle actuelle, vue intérieure.

Le château de Maillé fut vendu en 1747 par Donatien III de Maillé, très endetté, à Louis-Antoine de Rohan-Chabot ; celui-ci délaisse le domaine et l'aile nord-ouest du château, sans toiture, est alors ruinée. En 1789, le château est revendu à Nicolas Ameline de Cadeville, qui démolit la partie ruinée et entreprend la restauration du reste. Le château est vendu comme bien national le 4 messidor an IV (22 juin 1796). Récupéré après la Révolution par la famille de Cadeville, il fut vendu en 1812 au baron d'Empire Paul Dein (mort le 31 mars 1831 au château de Maillé). En 1900, le baron Hugues Nielly s'en porta acquéreur (il reboisa le domaine) et en 1929 le domaine est acheté par le vice-amiral Alfred Richard qui le restaura. Il était la propriété de madame Élisabeth Richard et de son époux monsieur Michel Danguy des Déserts, et est maintenant la propriété de leur fils Loïc Danguy des Deserts.
Jean-Baptiste Ogée décrit ainsi le château de Maillé (qu'il place par erreur dans la paroisse de Plougoulm) :

« Ce château est très ancien : il appartenait jadis à la famille de Carman, comme le prouvent les armoiries qu'on remarque dans la grande salle qui est au premier étage. On lit cette devise au bas de l'écusson : Carman, Dieu seul avant »

.
Pendant la Seconde Guerre mondiale, le château fut occupé par les Allemands. Le château fait l’objet d’un classement au titre des monuments historiques depuis le 8 décembre 1981 (façades, toitures, escaliers, cheminées) et d'une inscription depuis le 19 avril 1990 (domaine).